# Смілянський електромеханічний завод
Товариство з обмеженою відповідальністю «Смілянський електромеханічний завод» («СЕМЗ») — одне з ключових машинобудівних підприємств України, розташоване в місті Сміла Черкаської області в Україні. Займається випуском тягових електродвигунів, головних генераторів та інші допоміжні машини.

## Історія підприємства

### Дореволюційний період
5 жовтня 1876 року було засновано Великі бобринські майстерні котрі займались ремонтом паротягів та різних типів вагонів. Майстерні будувались з планованим щорічним об'ємом ремонту паровозів — 10 штук, вагонів — 20 штук. В період до Першої світової війни завод складався з п'яти цехів: паровозо-котельного, вагонного, ковальського, механічного та ливарного. Також на початок Першої світової війни завод вийшов на об'єм в 30 паровозів на рік.
Зі спогадів тогочасних робітників заводу:
Іван Леонтійович Гороховський, токар механічного цеху з 1906 року:
«Уявіть собі цех: 13 токарних, 2 фрезерних, 2 стругальних і 8 свердлувальних верстатів. Розміщалися вони в двох відділеннях — великому і малому. Оберталися від трансмісії, якій надавала руху парова машина. Пару для цієї машини давала кочегарня невеликої потужності (три парових котли). Робота важка, багато шуму. Пам'ятаю, півтора року тільки вночі працював, при каганці. Дихав чадом. Сам собі різці кував і точив.
Наш цех був під одним дахом з паровозним і вагонним цехами. Але нам ще порівняно непогано було працювати. А що було в ковальському цеху! Правда, повітря для горнів дули вентилятори, що обертала теж парова машина через трансмісію. Але саме приміщення було низьким, дерев'яним, покритим толем. Ковалі працювали напівголими — без сорочок. Усе вручну, спека нестерпна, кіптява, гази…».
Порфирій Филимонович Островський, що був працівником підприємства:
«У майстерню я прийшов у 1903 році. Важко було улаштуватися, мені допомогло знайомство з майстром залізниці, що у свою чергу був знайомий з майстром майстерень Оскаром Федоровичем Зуком. 11 місяців я разом з іншими клепав анкерні болти, з'єднання, різні лобові аркуші, кожуха топки, передні і задні ґрати й інші частини котлів паровозів. Заклепки підігрівали на нижніх горнах. Скрізь у цехах шуміли трансмісії. Верстати освітлювалися гасовими лампами. Я був одним із самих грамотних тоді — сільську однокласну школу удалося закінчити, потім ремісниче училище. Я один на всі майстерні до 1905 року газету „Копійка“ виписував. А про освіту інших можна судити по тому, що майстер механічного цеху Липський Сергій Васильович міг читати тільки Псалтир. А про те, щоб сам зміг розібратися в кресленнях, чого і говорити.»

### Період до початку Німецько-радянської війни
Після Жовтневої революції Бобринські головні майстерні були підпорядковані Південно-Західній залізниці, яку і обслуговували з ремонту рухомого складу.
В період з 1917 року по 1920 рік випуск із ремонту паровозів становив 3-4 паровоза на місяць, з них: 1 капітального і 2-3 середнього ремонту.
В період до початку Другої світової війни відбулася корінна технічна реконструкція підприємства, у результаті якої випуск із ремонту паровозів щорічно збільшувався і досяг у 1939—102 одиниць на рік, у тому числі середнього ремонту — 97, капітального — 5.
Бобринські головні залізничні майстерні забезпечували запчастинами чавунного лиття для паровозів і пасажирських вагонів також Київські залізничні головні майстерні.
16 березня 1923 року залізничники Бобринського вузла послали в Москву телеграму наступного змісту:
«Москва, Кремль, Леніну.
Робітники Бобринської ділянки Південно-Західної дороги на загальних зборах у день 25-літнього ювілею РКП(б) шлють вождеві привіт і за революційні заслуги перед РКП(б) і робітничим класом на подяку обрали почесним ковалем головних Бобринських майстерень з оплатою по 10-му розряду. Одержувана плата буде відчислятися на користь залізничного дитячого будинку № 5»
З 1932 році колишні Бобринські головні залізничні майстерні були перейменовані в Паровозо-вагоноремонтний завод, і 11 квітня 1940 року завод отримав назву на честь відомого українського поета, художника, громадського діяча Тараса Григоровича Шевченка, і повною назвою його стало Паровозо-вагоноремонтний завод ім. Т. Г. Шевченка, підпорядкований він був безпосередньо Народному комісаріату шляхів сполучення, а в подальшому Міністерству шляхів сполучення СРСР.
До 1939—1940 років були організовані наступні цехи: колісний, електрозварювальний, енергосиловий, ремонтно-механічний, інструментальний, транспортний, деревообробний і утилізаційне відділення при вагонному цеху.

### Завод в період Німецько-радянської війни
На другий день війни, відповідно до мобілізаційного плану, колектив заводу приступив до виконання спеціального завдання, по якому зобов'язувалося обладнати 3 тилових військово-санітарних потяги у жорсткий строк — за 15 днів.
Кожен військово-санітарний потяг складався, приблизно, з 14 вагонів, куди входили: вагон-електростанція, вагон-операційна, вагони для тяжкопоранених (ТР), вагони для легкоранених (ЛР), вагон-кухня, вагон речового складу, вагон продуктового складу, вагон для медичного обслуговчого персоналу.
Необхідні вагони для санітарних потягів відчіплювали від пасажирських потягів, які прямували через станцію та подавали в завод. У вагонах знімали полки, дивани і усе внутрішнє устаткування й обладнували їх у відповідності альбому креслень санітарних потягів.
Завдяки ентузіазму робітників та командирів, спецзавдання по облаштуванню військово-санітарних потягів було виконано достроково — за 8 діб.
Велика частина кадрових робітників, весь командний склад паровозо-вагоноремонтного заводу ім. Т. Шевченка разом з устаткуванням були евакуйовані і прямували ешелонами на Канашський вагоноремонтний завод. Після прибуття на місце всі робітники і командири були розподілені по цехах і відділам у відповідності до спеціальності кожного працівника. Представники міської Ради депутатів трудящих м. Алатиря і Канаша разом з керівництвом Алатирського паровозоремонтному заводі (ПРЗ) і Канашського вагоноремонтному заводі (ВРЗ) ужили заходів по забезпеченню евакуйованих житловою площею. У порядку ущільнення почали вселяти в зайняті квартири місцевих робітників по 2-3 родини евакуйованих. Хоч у тісноті, але не в образі. Кожний усвідомлював і враховував труднощі воєнного часу. Так шевченківці приступили до роботи на тилових заводах НКШС.
Прибуле устаткування нашого заводу на Канашський і Алатирський заводи, успішно монтувалося робітниками в ударному порядку і у короткий термін почало давати продукцію для ремонту рухомого складу і безпосередньо для фронту — спецпродукцію.
Майже всі працівники нашого заводу, що працювали в евакуації на Канашськом ВРЗ і на Алатирськом ПРЗ, за самовіддану працю були нагороджені медалями «За доблесну працю у Великій Вітчизняній війні 1941—1945 р.». А працівники, що працювали по виготовленню спеціальної продукції для фронту були нагороджені медаллю «За Перемогу над Німеччиною у Великій Вітчизняній війні 1941—1945 р.». У той же час вихованці заводу гідно боролися на фронтах Вітчизняної війни, 20 з них пали смертю хоробрих, 82 нагороджені за ратні подвиги орденами і медалями.
У період із серпня 1941 р. по січень 1944 р. станція ім. Тараса Шевченка та завод були тимчасово окуповані нацистськими загарбниками. На основній залізничній магістралі, що зв'язувала Німеччину з Донецьким басейном і Кавказом і з метою наближення ремонтної бази до фронту, німецькі загарбники вирішили на базі Шевченківського паровозо-вагоноремонтного заводу (ПВРЗ) створити великий завод з ремонту паровозів і вагонів. В 1942-43 р. примусовою працею військовополонених була розширена територія ПВРЗ і побудовані нові основні цехи: паровозоскладальний комбінат, тендерно-котельний блок, депо заправлення, парокотельня і почате будівництво нового будинку — цеху з ремонту вантажних вагонів. Площа заводу зросла з 6 гектарів до 14 за рахунок інших служб залізниці.
Однак плани німецьких загарбників не збулися. Під натиском Радянської Армії фашисти з жорстоким опором відступали на захід, відвозячи в Німеччину усе, що можна було вивезти, а інше знищували. І коли були звільнені м. Сміла, станція ім. Тараса Шевченка наш завод був цілком зруйнований.
Збиток нанесений паровозо-вагоноремонтному заводові ім. Т. Шевченка окупантами, оцінений Урядовою комісією на суму 9498 тис. карбованців, для порівняння — виробництво танка Т-34 на кінець війни становила 142 тис. карбованців.

### Відновлення заводу та період з 1944 по 1950 роки
29 січня 1944 року Сміла була звільнена від окупантів, а 7 лютого вже складався план відновлення заводу. З березня силами кадрових робітників і інженерно-технічних працівників завод починає відроджуватися.
Відновлюючи завод, колектив зумів вже в 1944 році випустити з ремонту 351 вагон, 16 паровозів і дати 492 тонни лиття.
У 1945 році в умовах гострої нестачі робочої сили, енергетичних потужностей і виробничих площ завод відремонтував 97 паровозів і 322 вагона при плані − 180 паровозів і 800 вагонів.
В І кварталі 1945 р. на завод прибули представники Головного управління вагоноремонтними заводами (ЦВР) і Головного управління паровозоремонтними заводами (ЦТР) з метою з'ясування відповідності технічних умов і територіальних можливостей подальшої діяльності і спеціалізації заводу по одночасному проведенню ремонту паровозів і вагонів.
У результаті перевірки, Народний Комісаріат шляхів сполучення змінив профіль заводу убік спеціалізації з ремонту паровозів і виготовленню запасних частин для залізниць. З IV кварталу 1945 року завод припинив виконувати ремонт вагонів.
У 1946 році сміляни відремонтували 141 паровоз. За успіхи першого року післявоєнної п'ятирічки колектив був премійований Міністерством шляхів сполучення грошовою премією.
Наприкінці 1947 року, після відновлення, державною комісією завод був прийнятий в експлуатацію. Випуск паровозів у 1947 році склав 180 одиниць.

### Період з 1950 по 1998 роки
У 1953 році пущена в експлуатацію заводська ТЕЦ, що давала заводові в рік 11864 тис. кВт/годин електроенергії.
В зв'язку з технічним переозброєнням залізничного транспорту країни, заміною паровозів на тепловози міняється виробничий профіль підприємства. В умовах ремонту паровозів, який не припиняється, цехи заводу реконструюються для ремонту електричних машин тепловозів.
1961—1962 р.р. — це роки освоєння нових професій. У цій справі велику допомогу зробив колектив Астраханського тепловозоремонтного заводу, на якому проходили виробниче навчання робітники Смілянського заводу.
У лютому 1962 року відремонтовані перші електричні машини. 23 лютого 1963 року з заводу пішов останній відремонтований паровоз. Пішли в історію цехи з ремонту паровозних вузлів, народилися нові — електромашинні.
За ці роки завод перетворився у провідне підприємство Головного управління з ремонту електричних машин тепловозів', з випуском більше 50 % електричних машин, які ремонтувалися усіма заводами Головкому для локомотивних депо мережі залізниць. У 1976 році за високі виробничі досягнення та у зв'язку з 100-літтям завод нагороджений орденом «Знак Пошани» і «Золотою медаллю ВДНГ СРСР».
У 1988 році були досягнуті найбільші показники: освоєний ремонт 25 типів одиниць. Велися постачання за кордон: в Угорщину, Польщу, Німеччину, Кубу, Монголію.
У 1989 році починається спад виробництва, тепловози поступаються місцем на магістралях електровозам. Завод починає підготовку до ремонту тягових і допоміжних електродвигунів електровозів. Після розпаду СРСР різко падають обсяги виробництва: у 1992 році виходять з ремонту 16915 електричних машин, у 1994 р. — 3533, у 1995 р. — 2715.

### Наші дні
Сьогодні завод виконує ремонт і виробництво електричних машин тягового рухомого складу та запасні частини для всіх типів електромашин; здійснює ремонт, модернізацію та виготовлення колісних пар та колісно-моторних блоків для всіх типів тягового рухомого складу. Для цього на підприємстві створюються всі умови: проводиться програма технічного переозброєння виробництва, завод укомплектований новими кваліфікованими кадрами, впроваджена система менеджменту якості згідно з вимогами міжнародного стандарту ISO 9001.

## Продукція
Станом на 2021 рік завод виконує ремонт та виготовлення тягових електродвигунів, головних генераторів, колісних пар, колісно моторних блоків та інших допоміжних машин для тягового рухомого складу.

### СТК-45
Призначений для рудних електровозів зчіпною масою 14 тонн типа КА14, К-14М, К-14КР
- потужність — 35 кВт;
- напруга — 250 В;
- струм — 162 А;
- частота обертання — 1480/4000 об.−1;
- ККД — 86 %;

### СТК-405
Призначений для тепловозів М62, 2М62, 2ТЕ10, 2ТЕ116, ТЕМ18.
- потужність — 414 кВт;
- напруга — 506/700 В;
- струм — 890 А;
- частота обертання — 600/2320 об.−1;
- ККД — 92 %;

### СТК-520
Призначений для тепловозів М62, 2М62, 2ТЕ10, 2ТЕ116, ТЕМ18.
- потужність — 520 кВт;
- напруга — 1475 В;
- струм — 380 А;
- частота обертання — 670 об.−1;
- ККД — 93 %;

### СТК-730
Призначений для вантажного електровоза постійного струму ДЕ-1 «Україна»
- потужність — 730 кВт;
- напруга — 1500 В;
- струм — 520 А;
- частота обертання — 860 об.−1;
- ККД — 93,1 %;

### ДТК-800
Призначений для електровоза ЕП2К виробництва ОАО «Коломенский завод»
- потужність — 720/800 кВт;
- напруга — 1870 В;
- струм — 510/565 А;
- частота обертання — 980/945 об.−1;
- ККД — 94,5 %;

### СТК-810
Призначений для електровоза 2ЕС6 виробництва ООО «Уральские локомотивы»
- потужність — 810 кВт;
- напруга — 1500 В;
- струм — 580 А;
- частота обертання — 1800 об.−1;
- ККД — 93,1 %;

### СТА-1200
Призначений для електровоза ДС-3
- потужність — 1200 кВт;
- напруга — 1870 В;
- струм — 450 А;
- частота обертання — 1138 об.−1;
- ККД — 96,2 %;

### СТК-650У1
Призначений для промислових тягових агрегатів НП1
- потужність — 650 кВт;
- напруга — 1020 В;
- струм — 705 А;
- частота обертання — 470 об.−1;
- ККД — 91,6 %;

### ТРІД-125
Тяговий рективний індуктивний двинун призначений для приводу колісних пар
- потужність — 125/200 кВт;
- напруга — 900 В;
- струм — 182 А;
- частота обертання — 173 об.−1;